# غلوبين

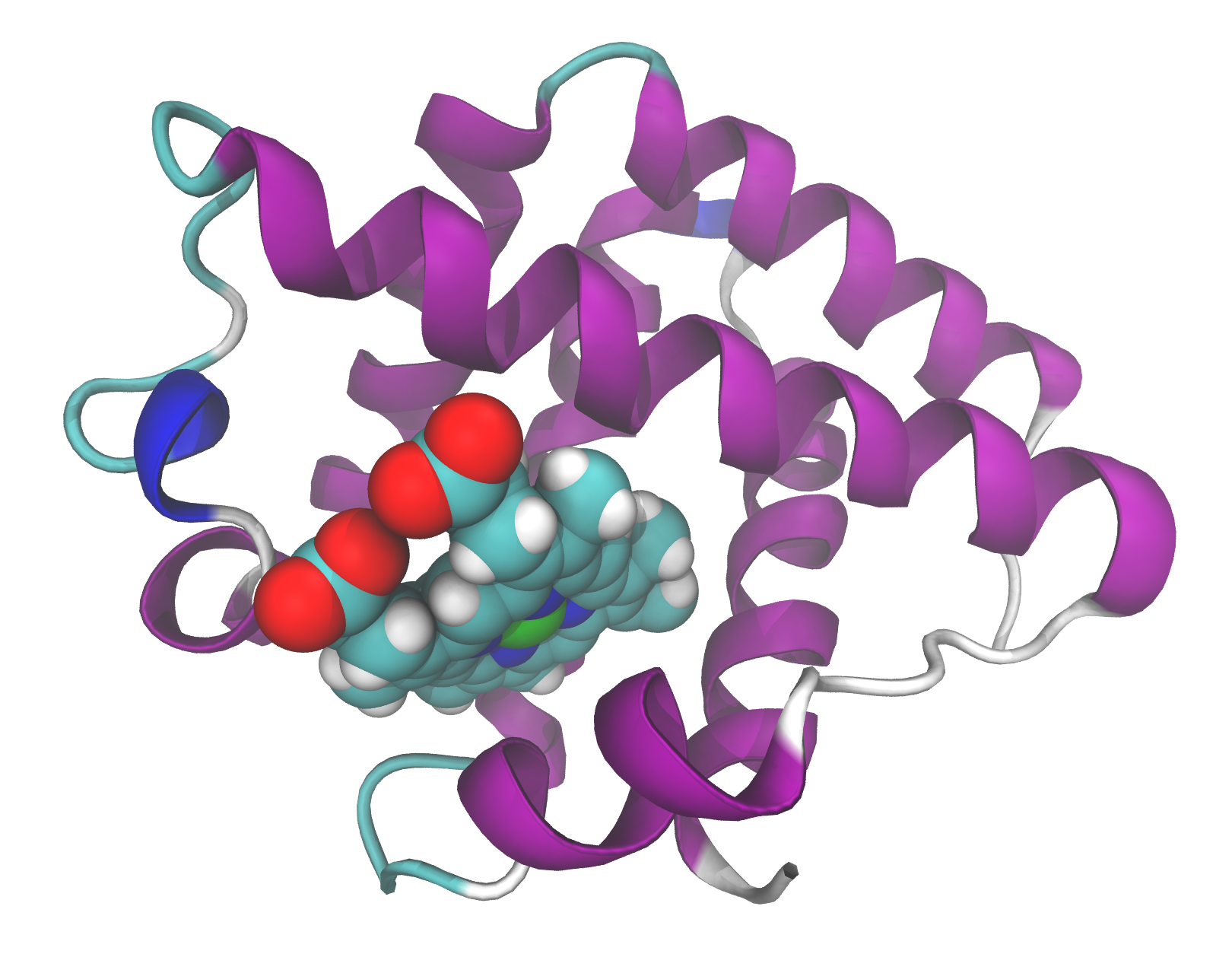
ليغيموغلوبين من فول الصويا.

الغلوبينات هي عائلة من البروتينات الكُرَوية والتي تتميز بان لها المقدرة على تشكيل بنى هندسية فراغية التفافية من حلزون ألفا، تدعى باسم انثناءات أو طيات الغلوبين. توجد بروتينات الغلوبين في العديد من المتعضيات.
تحوي عائلة الغلوبينات على العديد من المجموعات مثل ميوغلوبين وهيموغلوبين، واللذين يقومان بالارتباط مع الهيم من أجل نقل الأكسجين في الدم. من الغلوبينات أيضاً بروتينات ليغيموغلوبين التي توجد في النباتات.

## اقرأ أيضاً
- هيموغلوبين
- ميوغلوبين
- ليغيموغلوبين